# Campeonato da Europa de Atletismo de 2012 - Heptatlo feminino
A prova do heptatlo feminino do Campeonato da Europa de Atletismo de 2012 foi disputada entre os dias 29 e 30 de junho de 2012 no Estádio Olímpico de Helsinque em Helsinque,  na Finlândia. 
Lyudmyla Yosypenko da Ucrânia originalmente ficou em segundo lugar com 6416 pontos e foi condecorada com a medalha de prata, mas ela foi desqualificada por doping em 2013, e todos os seus resultados de 25 de agosto de 2011 em diante foram anulados.  Laura Ikauniece (prata) e Aiga Grabuste (bronze) receberam suas respectivas medalhas.

## Recordes
Antes desta competição, os recordes mundiais e do campeonato nesta prova eram os seguintes:
|                       | Nome                 | Nacionalidade  | Pontos | Local     | Data                   |
| --------------------- | -------------------- | -------------- | ------ | --------- | ---------------------- |
| Recorde mundial       | Jackie Joyner-Kersee | Estados Unidos | 7291   | Seul      | 24 de setembro de 1988 |
| Recorde do campeonato | Jessica Ennis        | Reino Unido    | 6823   | Barcelona | 31 de julho de 2010    |
| Recorde europeu       | Carolina Klüft       | Suécia         | 7032   | Osaka     | 26 de maio de 2007     |

## Medalhistas
| Ouro                             | Prata                 | Bronze              |
| Antoinette Nana Djimou Ida (FRA) | Laura Ikauniece (LAT) | Aiga Grabuste (LAT) |

## Cronograma
Todos os horários são locais (UTC+3).
| Data        | Horário | Fase                     |
| ----------- | ------- | ------------------------ |
| 29 de junho | 10:40   | 100 metros com barreiras |
| 29 de junho | 11:55   | Salto em altura          |
| 29 de junho | 14:25   | Arremesso de peso        |
| 29 de junho | 18:20   | 200 metros               |
| 30 de junho | 12:00   | Salto em distância       |
| 30 de junho | 14:10   | Lançamento de dardo      |
| 30 de junho | 19:00   | 800 metros               |

## Resultados

### 100 metros com barreiras
| Posição | Bateria | Raia | Atleta                     | Nacionalidade | Tempo | Notas                | Pontos |
| ------- | ------- | ---- | -------------------------- | ------------- | ----- | -------------------- | ------ |
| 1       | 3       | 1    | Antoinette Nana Djimou Ida | França        | 13.11 | Recorde pessoal      | 1108   |
| 2       | 2       | 6    | Grit Šadeiko               | Estónia       | 13.36 | Recorde pessoal      | 1071   |
| 3       | 3       | 7    | Lyudmyla Yosypenko         | Ucrânia       | 13.42 | =, DSQ               | 1062   |
| 4       | 3       | 5    | Laura Ikauniece            | Letônia       | 13.53 | Recorde pessoal      | 1046   |
| 5       | 2       | 5    | Aiga Grabuste              | Letônia       | 13.66 | Recorde da temporada | 1027   |
| 5       | 3       | 4    | Ekaterina Bolshova         | Rússia        | 13.66 |                      | 1027   |
| 7       | 2       | 7    | Carolin Schäfer            | Alemanha      | 13.68 | Recorde pessoal      | 1024   |
| 7       | 2       | 3    | Claudia Rath               | Alemanha      | 13.68 | Recorde pessoal      | 1024   |
| 9       | 2       | 2    | Blandine Maisonnier        | França        | 13.77 |                      | 1011   |
| 10      | 1       | 6    | Sofía Ifadídou             | Grécia        | 13.82 |                      | 1004   |
| 11      | 1       | 4    | Remona Fransen             | Países Baixos | 13.88 | Recorde da temporada | 995    |
| 12      | 3       | 3    | Jessica Samuelsson         | Suécia        | 13.92 |                      | 990    |
| 13      | 3       | 6    | Yana Panteleyeva           | Rússia        | 14.00 |                      | 978    |
| 14      | 2       | 4    | Eliška Klučinová           | Chéquia       | 14.03 | Recorde pessoal      | 974    |
| 15      | 1       | 2    | Ida Marcussen              | Noruega       | 14.08 | Recorde da temporada | 967    |
| 16      | 1       | 3    | Györgyi Farkas             | Hungria       | 14.23 |                      | 946    |
| 17      | 3       | 2    | Sara Aerts                 | Bélgica       | 14.25 |                      | 943    |
| 18      | 1       | 7    | Niina Kelo                 | Finlândia     | 14.35 | Recorde da temporada | 929    |
| 19      | 1       | 5    | Alina Fyodorova            | Ucrânia       | 14.49 |                      | 910    |

### Salto em altura
| Posição | Grupo | Atleta                     | Nacionalidade | 1.53 | 1.56 | 1.59 | 1.62 | 1.65 | 1.68 | 1.71 | 1.74 | 1.77 | 1.80 | 1.83 | 1.86 | 1.89 | Resultados | Notas                | Pontos |
| ------- | ----- | -------------------------- | ------------- | ---- | ---- | ---- | ---- | ---- | ---- | ---- | ---- | ---- | ---- | ---- | ---- | ---- | ---------- | -------------------- | ------ |
| 1       | B     | Ekaterina Bolshova         | Rússia        | –    | –    | –    | –    | –    | –    | o    | o    | o    | o    | xxo  | o    | xxx  | 1.86       |                      | 1054   |
| 2       | B     | Eliška Klučinová           | Chéquia       | –    | –    | –    | –    | –    | –    | –    | o    | o    | o    | o    | xxx  |      | 1.83       |                      | 1016   |
| 3       | B     | Laura Ikauniece            | Letônia       | –    | –    | –    | –    | –    | –    | o    | o    | o    | o    | xo   | xxx  |      | 1.83       | Recorde pessoal      | 1016   |
| 4       | A     | Remona Fransen             | Países Baixos | –    | –    | –    | –    | –    | –    | o    | o    | o    | o    | xxx  |      |      | 1.80       |                      | 978    |
| 5       | B     | Alina Fyodorova            | Ucrânia       | –    | –    | –    | o    | –    | o    | o    | xo   | o    | o    | xxx  |      |      | 1.80       |                      | 978    |
| 6       | B     | Blandine Maisonnier        | França        | –    | –    | –    | –    | –    | –    | o    | o    | o    | xxo  | xxx  |      |      | 1.80       |                      | 978    |
| 6       | B     | Györgyi Farkas             | Hungria       | –    | –    | –    | –    | o    | –    | o    | –    | o    | xxo  | xxx  |      |      | 1.80       |                      | 978    |
| 8       | B     | Claudia Rath               | Alemanha      | –    | –    | –    | –    | o    | o    | o    | o    | o    | xxx  |      |      |      | 1.77       | Recorde da temporada | 941    |
| 9       | A     | Grit Šadeiko               | Estónia       | –    | –    | –    | –    | o    | o    | o    | xo   | o    | xxx  |      |      |      | 1.77       |                      | 941    |
| 10      | A     | Jessica Samuelsson         | Suécia        | –    | –    | –    | –    | o    | o    | o    | xxo  | o    | xxx  |      |      |      | 1.77       | Recorde pessoal      | 941    |
| 10      | B     | Antoinette Nana Djimou Ida | França        | –    | –    | –    | –    | –    | –    | xo   | xo   | o    | xxx  |      |      |      | 1.77       |                      | 941    |
| 12      | B     | Yana Panteleyeva           | Rússia        | –    | –    | –    | –    | –    | o    | o    | o    | xxo  | xxx  |      |      |      | 1.77       | Recorde pessoal      | 941    |
| 13      | B     | Lyudmyla Yosypenko         | Ucrânia       | –    | –    | –    | xo   | o    | o    | o    | xo   | xxo  | xxx  |      |      |      | 1.77       | DSQ                  | 941    |
| 14      | A     | Aiga Grabuste              | Letônia       | –    | –    | –    | –    | o    | –    | o    | xo   | xxx  |      |      |      |      | 1.74       |                      | 903    |
| 15      | A     | Carolin Schäfer            | Alemanha      | –    | –    | –    | –    | o    | o    | o    | xxo  | xxx  |      |      |      |      | 1.74       |                      | 903    |
| 16      | A     | Ida Marcussen              | Noruega       | –    | –    | –    | o    | o    | xo   | xxo  | xxx  |      |      |      |      |      | 1.71       | Recorde da temporada | 867    |
| 17      | A     | Sofía Ifadídou             | Grécia        | –    | o    | o    | o    | o    | xxx  |      |      |      |      |      |      |      | 1.65       |                      | 795    |
| 18      | A     | Niina Kelo                 | Finlândia     | o    | o    | o    | o    | xxo  | xxx  |      |      |      |      |      |      |      | 1.65       | =                    | 795    |
| 19      | A     | Sara Aerts                 | Bélgica       |      |      |      |      |      |      |      |      |      |      |      |      |      | DNS        |                      | 0      |

### Arremesso de peso
| Posição | Grupo | Atleta                     | Nacionalidade | #1    | #2    | #3    | Resultados | Notas                | Pontos |
| ------- | ----- | -------------------------- | ------------- | ----- | ----- | ----- | ---------- | -------------------- | ------ |
| 1       | B     | Niina Kelo                 | Finlândia     | 14.28 | 14.96 | 15.06 | 15.06      | Recorde da temporada | 865    |
| 2       | B     | Jessica Samuelsson         | Suécia        | x     | 14.61 | 14.91 | 14.91      | Recorde da temporada | 855    |
| 3       | B     | Alina Fyodorova            | Ucrânia       | 14.39 | 14.71 | 14.48 | 14.71      | Recorde pessoal      | 841    |
| 4       | B     | Lyudmyla Yosypenko         | Ucrânia       | 14.32 | x     | 14.06 | 14.32      | , DSQ                | 815    |
| 5       | B     | Eliška Klučinová           | Chéquia       | 12.46 | 14.21 | x     | 14.21      | Recorde da temporada | 808    |
| 6       | A     | Aiga Grabuste              | Letônia       | 13.52 | x     | 13.14 | 13.52      |                      | 762    |
| 7       | B     | Antoinette Nana Djimou Ida | França        | 13.48 | x     | x     | 13.48      |                      | 759    |
| 8       | A     | Ida Marcussen              | Noruega       | 13.23 | 13.10 | 13.29 | 13.29      |                      | 747    |
| 9       | A     | Remona Fransen             | Países Baixos | 13.11 | 12.89 | 13.16 | 13.16      |                      | 738    |
| 10      | B     | Yana Panteleyeva           | Rússia        | 12.78 | 13.01 | x     | 13.01      |                      | 728    |
| 11      | A     | Claudia Rath               | Alemanha      | 12.16 | 12.58 | 12.88 | 12.88      |                      | 719    |
| 12      | B     | Carolin Schäfer            | Alemanha      | x     | 12.70 | 12.06 | 12.70      |                      | 707    |
| 13      | A     | Sofía Ifadídou             | Grécia        | 11.95 | 12.56 | 12.65 | 12.65      |                      | 704    |
| 14      | A     | Györgyi Farkas             | Hungria       | 12.51 | 12.62 | 12.35 | 12.62      |                      | 702    |
| 15      | A     | Grit Šadeiko               | Estónia       | 12.32 | 12.14 | 12.56 | 12.56      | Recorde pessoal      | 698    |
| 16      | B     | Ekaterina Bolshova         | Rússia        | 12.36 | 12.28 | 12.07 | 12.36      |                      | 685    |
| 17      | A     | Blandine Maisonnier        | França        | 11.54 | 12.22 | x     | 12.22      |                      | 676    |
| 18      | A     | Laura Ikauniece            | Letônia       | 11.28 | 11.34 | 11.81 | 11.81      |                      | 649    |
| 19      | B     | Sara Aerts                 | Bélgica       |       |       |       | DNS        |                      | 0      |

### 200 metros
| Posição | Bateria | Raia | Atleta                     | Nacionalidade | Tempo | Notas                | Pontos |
| ------- | ------- | ---- | -------------------------- | ------------- | ----- | -------------------- | ------ |
| 1       | 1       | 7    | Grit Šadeiko               | Estónia       | 24.10 | Recorde pessoal      | 971    |
| 2       | 3       | 2    | Lyudmyla Yosypenko         | Ucrânia       | 24.14 | DSQ                  | 967    |
| 3       | 3       | 6    | Carolin Schäfer            | Alemanha      | 24.19 | Recorde pessoal      | 963    |
| 4       | 3       | 7    | Jessica Samuelsson         | Suécia        | 24.30 |                      | 952    |
| 5       | 3       | 5    | Ekaterina Bolshova         | Rússia        | 24.32 |                      | 950    |
| 6       | 3       | 4    | Laura Ikauniece            | Letônia       | 24.36 | Recorde pessoal      | 946    |
| 7       | 1       | 2    | Aiga Grabuste              | Letônia       | 24.47 |                      | 936    |
| 8       | 2       | 3    | Antoinette Nana Djimou Ida | França        | 24.52 | Recorde da temporada | 931    |
| 9       | 3       | 8    | Claudia Rath               | Alemanha      | 24.54 | Recorde da temporada | 929    |
| 10      | 2       | 6    | Eliška Klučinová           | Chéquia       | 24.56 | Recorde pessoal      | 928    |
| 11      | 1       | 3    | Remona Fransen             | Países Baixos | 24.59 |                      | 925    |
| 12      | 2       | 2    | Blandine Maisonnier        | França        | 24.90 |                      | 896    |
| 13      | 2       | 5    | Ida Marcussen              | Noruega       | 25.14 | Recorde da temporada | 874    |
| 14      | 2       | 7    | Alina Fyodorova            | Ucrânia       | 25.27 |                      | 862    |
| 15      | 2       | 4    | Yana Panteleyeva           | Rússia        | 25.60 |                      | 833    |
| 16      | 1       | 4    | Sofía Ifadídou             | Grécia        | 25.62 | Recorde da temporada | 831    |
| 17      | 1       | 6    | Györgyi Farkas             | Hungria       | 25.74 |                      | 820    |
| 18      | 1       | 5    | Niina Kelo                 | Finlândia     | 26.12 | Recorde da temporada | 787    |
| 19      | 3       | 3    | Sara Aerts                 | Bélgica       | DNS   |                      | 0      |

### Salto em distância
| Posição | Grupo | Atleta                     | Nacionalidade | #1   | #2   | #3   | Resultados | Notas                | Pontos |
| ------- | ----- | -------------------------- | ------------- | ---- | ---- | ---- | ---------- | -------------------- | ------ |
| 1       | A     | Aiga Grabuste              | Letônia       | 6.46 | 6.42 | x    | 6.46       |                      | 994    |
| 2       | B     | Antoinette Nana Djimou Ida | França        | 6.32 | 6.28 | 6.42 | 6.42       | Recorde pessoal      | 981    |
| 3       | A     | Claudia Rath               | Alemanha      | 6.42 | x    | 6.17 | 6.42       | Recorde da temporada | 981    |
| 4       | B     | Laura Ikauniece            | Letônia       | 6.28 | 6.31 | x    | 6.31       | Recorde pessoal      | 946    |
| 5       | A     | Ekaterina Bolshova         | Rússia        | 6.22 | 6.14 | 6.30 | 6.30       |                      | 943    |
| 6       | A     | Blandine Maisonnier        | França        | 6.27 | x    | 5.25 | 6.27       |                      | 934    |
| 7       | B     | Jessica Samuelsson         | Suécia        | 6.02 | 6.18 | x    | 6.18       | Recorde da temporada | 905    |
| 8       | B     | Grit Šadeiko               | Estónia       | 5.97 | 6.05 | 6.18 | 6.18       |                      | 905    |
| 9       | B     | Ida Marcussen              | Noruega       | 6.18 | 6.14 | 5.84 | 6.18       | Recorde da temporada | 905    |
| 10      | A     | Lyudmyla Yosypenko         | Ucrânia       | 6.03 | 6.08 | 6.14 | 6.14       | DSQ                  | 893    |
| 11      | A     | Alina Fyodorova            | Ucrânia       | x    | x    | 6.11 | 6.11       |                      | 883    |
| 12      | A     | Eliška Klučinová           | Chéquia       | 6.09 | 5.81 | 6.09 | 6.09       |                      | 877    |
| 13      | B     | Remona Fransen             | Países Baixos | x    | 6.00 | 6.03 | 6.03       |                      | 859    |
| 14      | A     | Györgyi Farkas             | Hungria       | 5.80 | x    | 5.92 | 5.92       |                      | 825    |
| 15      | B     | Carolin Schäfer            | Alemanha      | 5.71 | 5.91 | 5.83 | 5.91       | Recorde da temporada | 822    |
| 16      | B     | Niina Kelo                 | Finlândia     | 5.46 | 5.58 | 5.55 | 5.58       | =                    | 723    |
| 17      | B     | Sofía Ifadídou             | Grécia        | 5.52 | x    | –    | 5.52       |                      | 706    |
| 18      | A     | Yana Panteleyeva           | Rússia        | x    | x    | x    | NM         |                      | 0      |

### Lançamento de dardo
| Posição | Grupo | Atleta                     | Nacionalidade | #1    | #2    | #3    | Resultados | Notas                | Pontos |
| ------- | ----- | -------------------------- | ------------- | ----- | ----- | ----- | ---------- | -------------------- | ------ |
| 1       | A     | Antoinette Nana Djimou Ida | França        | 55.82 | 43.67 | 47.79 | 55.82      | Recorde pessoal      | 973    |
| 2       | A     | Lyudmyla Yosypenko         | Ucrânia       | 49.61 | 49.01 | x     | 49.61      | , DSQ                | 853    |
| 3       | A     | Niina Kelo                 | Finlândia     | 45.50 | 49.02 | 47.69 | 49.02      |                      | 841    |
| 4       | A     | Carolin Schäfer            | Alemanha      | 48.81 | x     | x     | 48.81      |                      | 837    |
| 5       | A     | Laura Ikauniece            | Letônia       | x     | 46.38 | 47.32 | 47.32      |                      | 808    |
| 6       | B     | Ida Marcussen              | Noruega       | 44.10 | x     | 46.03 | 46.03      | Recorde da temporada | 783    |
| 7       | B     | Aiga Grabuste              | Letônia       | 45.85 | x     | x     | 45.85      |                      | 780    |
| 8       | A     | Györgyi Farkas             | Hungria       | 43.13 | 45.81 | 43.65 | 45.81      | Recorde da temporada | 779    |
| 9       | A     | Grit Šadeiko               | Estónia       | 44.27 | 44.86 | 45.38 | 45.38      |                      | 771    |
| 10      | A     | Eliška Klučinová           | Chéquia       | 42.58 | x     | x     | 42.58      |                      | 717    |
| 11      | B     | Ekaterina Bolshova         | Rússia        | 33.31 | 40.47 | x     | 40.47      | Recorde pessoal      | 676    |
| 12      | B     | Claudia Rath               | Alemanha      | 32.51 | 34.06 | 39.99 | 39.99      |                      | 667    |
| 13      | B     | Blandine Maisonnier        | França        | 37.55 | 37.40 | 38.96 | 38.96      |                      | 647    |
| 14      | B     | Yana Panteleyeva           | Rússia        | 38.45 | x     | x     | 38.45      |                      | 638    |
| 15      | B     | Jessica Samuelsson         | Suécia        | 37.04 | 38.34 | 35.59 | 38.34      |                      | 635    |
| 16      | B     | Alina Fyodorova            | Ucrânia       | 35.03 | 36.09 | 38.12 | 38.12      | Recorde da temporada | 631    |
| 17      | B     | Remona Fransen             | Países Baixos | 33.78 | 32.42 | 34.78 | 34.78      |                      | 567    |
| 18      | A     | Sofía Ifadídou             | Grécia        |       |       |       | DNS        |                      | 0      |

### 800 metros
| Posição | Bateria | Raia | Atleta                     | Nacionalidade | Resultados | Notas                | Pontos |
| ------- | ------- | ---- | -------------------------- | ------------- | ---------- | -------------------- | ------ |
| 1       | 2       | 8    | Jessica Samuelsson         | Suécia        | 2:08.70    | Recorde da temporada | 984    |
| 2       | 2       | 2    | Ekaterina Bolshova         | Rússia        | 2:10.10    | Recorde pessoal      | 963    |
| 3       | 1       | 6    | Claudia Rath               | Alemanha      | 2:11.09    |                      | 949    |
| 4       | 1       | 4    | Ida Marcussen              | Noruega       | 2:12.36    | Recorde da temporada | 930    |
| 5       | 2       | 4    | Laura Ikauniece            | Letônia       | 2:12.82    | Recorde pessoal      | 924    |
| 6       | 2       | 6    | Aiga Grabuste              | Letônia       | 2:12.90    | Recorde pessoal      | 923    |
| 7       | 1       | 1    | Remona Fransen             | Países Baixos | 2:14.37    |                      | 902    |
| 8       | 1       | 8    | Blandine Maisonnier        | França        | 2:16.86    |                      | 867    |
| 9       | 2       | 3    | Lyudmyla Yosypenko         | Ucrânia       | 2:17.63    | DSQ                  | 856    |
| 10      | 1       | 3    | Alina Fyodorova            | Ucrânia       | 2:17.77    |                      | 854    |
| 11      | 2       | 5    | Antoinette Nana Djimou Ida | França        | 2:17.99    | Recorde da temporada | 851    |
| 12      | 2       | 7    | Eliška Klučinová           | Chéquia       | 2:19.47    |                      | 831    |
| 13      | 1       | 5    | Györgyi Farkas             | Hungria       | 2:19.93    |                      | 824    |
| 14      | 1       | 7    | Niina Kelo                 | Finlândia     | 2:25.38    |                      | 752    |
| 15      | 1       | 2    | Carolin Schäfer            | Alemanha      | 2:25.79    |                      | 747    |
| 18      | 1       | 7    | Yana Panteleyeva           | Rússia        | DNS        |                      | 0      |
| 18      | 2       | 1    | Grit Šadeiko               | Estónia       | DNS        |                      | 0      |

## Classificação final
| Posição           | Atleta                     | Nacionalidade | Pontos | Notas                |
| ----------------- | -------------------------- | ------------- | ------ | -------------------- |
| Medalha de ouro   | Antoinette Nana Djimou Ida | França        | 6544   | Recorde pessoal      |
| Medalha de prata  | Laura Ikauniece            | Letônia       | 6335   | Recorde pessoal      |
| Medalha de bronze | Aiga Grabuste              | Letônia       | 6325   |                      |
| 4                 | Ekaterina Bolshova         | Rússia        | 6298   |                      |
| 5                 | Jessica Samuelsson         | Suécia        | 6262   | Recorde pessoal      |
| 6                 | Claudia Rath               | Alemanha      | 6210   | Recorde pessoal      |
| 7                 | Eliška Klučinová           | Chéquia       | 6151   |                      |
| 8                 | Ida Marcussen              | Noruega       | 6073   | Recorde da temporada |
| 9                 | Blandine Maisonnier        | França        | 6009   |                      |
| 10                | Carolin Schäfer            | Alemanha      | 6003   |                      |
| 11                | Remona Fransen             | Países Baixos | 5964   |                      |
| 12                | Alina Fyodorova            | Ucrânia       | 5959   |                      |
| 13                | Györgyi Farkas             | Hungria       | 5874   |                      |
| 14                | Niina Kelo                 | Finlândia     | 5692   |                      |
| 15 !              | Grit Šadeiko               | Estónia       | DNF    |                      |
| 15 !              | Yana Panteleyeva           | Rússia        | DNF    |                      |
| 15 !              | Sofía Ifadídou             | Grécia        | DNF    |                      |
| 15 !              | Sara Aerts                 | Bélgica       | DNF    |                      |
| —                 | Lyudmyla Yosypenko         | Ucrânia       | DSQ    | Doping               |

Legenda
| Recorde mundial       | Recorde mundial (World record)               |                       | Recorde africano                      | Recorde africano (African) |                                           | Q | Classificado por posição (Qualified) |
| Recorde do campeonato | Recorde do campeonato (Championship record)  | Recorde da América    | Recorde da América (Americas)         | q                          | Classificado por melhor tempo (Qualified) |   |                                      |
| Melhor marca do ano   | Melhor marca do ano (World leading)          | Recorde asiático      | Recorde asiático (Asian)              | DNS                        | Não largou (Did not start)                |   |                                      |
| Recorde nacional      | Recorde nacional (National record)           | Recorde europeu       | Recorde europeu (European)            | DNF                        | Não terminou (Did not finish)             |   |                                      |
| Recorde pessoal       | Recorde pessoal do atleta (Personal best)    | Recorde da Oceania    | Recorde da Oceania (Oceania)          | DSQ / DQ                   | Desclassificado (Disqualified)            |   |                                      |
| Recorde da temporada  | Recorde da temporada do atleta (Season best) | Recorde sul-americano | Recorde sul-americano (South America) | NM                         | Sem marca (No mark)                       |   |                                      |